# دریاچه مالویه میاسووو
دریاچه مالویه میاسووو (انگلیسی: Lake Maloye Miassovo) یک دریاچه در استان چلیابینسک کشور روسیه است.